# Дом Шевелевых
Дом Шевелевых  (Дом Шевелёвых) — здание в Нарьян-Маре, в котором находятся дирекция и экспозиция Историко-культурного и ландшафтного музея-заповедника «Пустозерск».

## История
Дом Шевелёвых построен в Пустозерске в конце XIX — начале XX века местным жителем Николаем Петровичем Шевелёвым. Объект культурного наследия регионального значения (регистрационный номер 831410102940005).
Здание — деревянное (наружные и внутренние стены из брёвен, рубленые в «обло»), двухэтажное.
В 1933 году дом был разобран и на плотах перевезен из Пустозерска в Нарьян-Мар. Установлен на улице Тыко Вылки (до 1966 года улица Тундровая).
С 1934 года в доме находилось Окружное земельное управление, позднее — общежитие зооветеринарного техникума. Решением № 105 от 15 июля 1993 года Малого Совета Ненецкого окружного Совета народных депутатов дом внесен в список памятников истории и культуры Ненецкого автономного округа как «Дом Шевелёвых». В 1994 году дом был передан Пустозерскому комплексному историко-природному музею. После реконструкции здания, перед открытием экспозиции музея в октябре 2003 года, в здании произошёл пожар, уничтоживший помещения третьего этажа. Всего здание за весь период существования перенесло 4 пожара. 10 октября 2004 года Пустозерский музей в здании был открыт официально.